# Тула (Мексика)

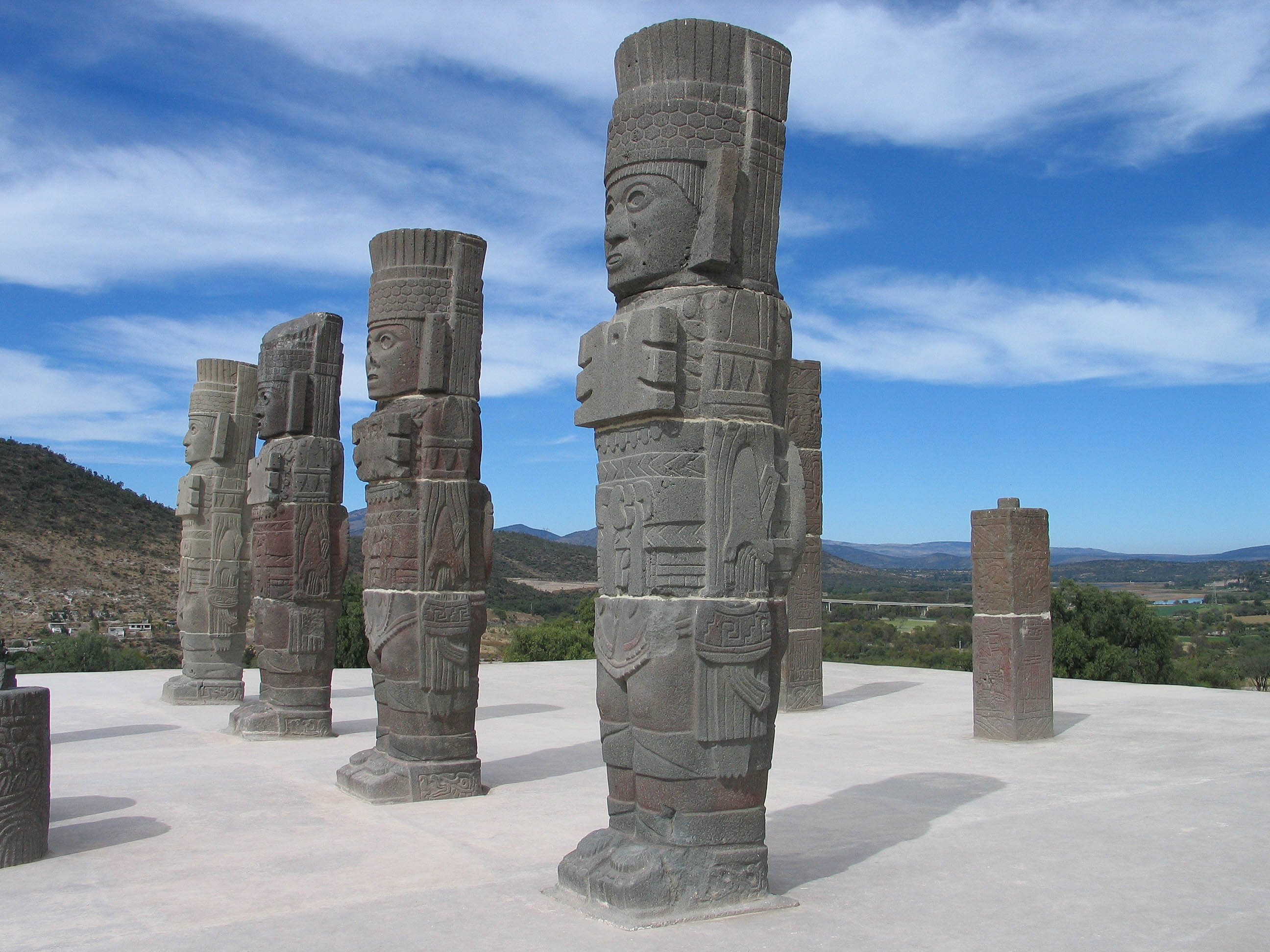
Колони у формі тольтекських воїнів

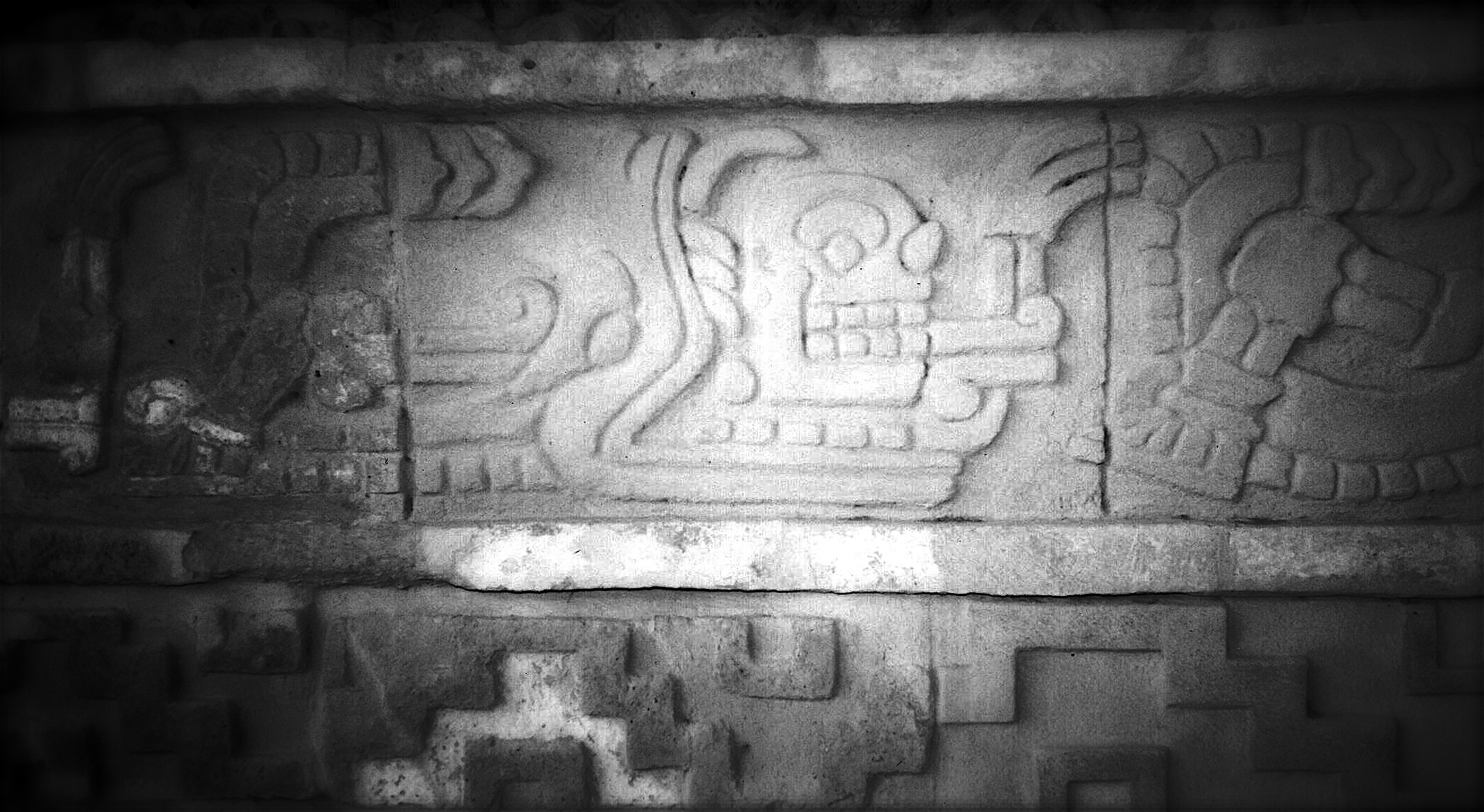
Тольтекські гліфи

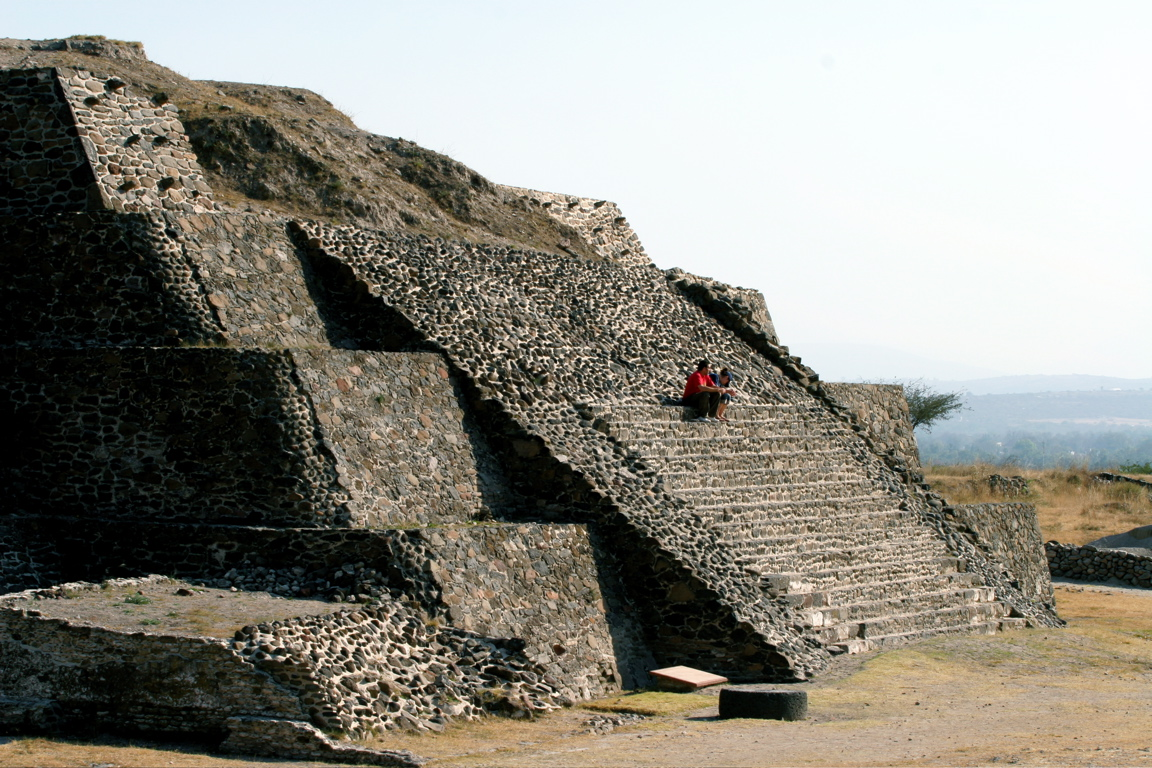
Піраміда в Тулі

Тула (ісп. Tula) — місто в південно-західній частині штату Ідальго в центральній Мексиці, приблизно за 100 км на північний захід від Мехіко. Повна назва сучасного міста — Tula de Allende, таке ж як і муніципалітету, який покриває південно-східну частину доколумбового міста. Сучасне місто має неселення 28,4 тис. мешканців (2005), муніципалітет — 93,3 тис. і площу 305,8 км², і включає багато менших міст та селищ, найбільші з яких — Ель Llano, Сан Marcos, і San Miguel Vindho. Поблизу від сучасного міста — залишки стародавньої столиці тольтеків, також відомої як «Тула» або як «Толлан» (Tollan).

## Історія
Місто стало столицею тольтеків проблизно у 980 році. Тольтеки, що розмовляли мовою науатль, пришли як кочівники з півночі сучасної Мексики, такі переселення народів траплялися в історії Месоамеріки траплялося кілька разів. Протягом часу вони стали головною силою в районі Тули, що знаходився раніше в сфері впливу Теотіуакану.
Місто було найбільшим містом центральної Мексики у 9-му і 10-му століттях, покриваючи область приблизно 12 км² і маючи населення мінімум 30 тис. мешканців, можливо значно більше. Тоді як це місто можливо було найбільшим містом Месоамерики на той час, деякі маста Мая на Юкатані можливо мали більший розмір протягом цього періоду.
Міфічна історія міста оповідає про те, як в 947 році був народжений Кетцалькоатль («пернатий змій») і в 980 році зійшов на трон. Тескатліпока («дзеркало, що димить») організував заколот і Кетцалькоатль з великою кількістю тольтеків був вимушений покинути Тулу. Частина з них поселилася на території міштеків. Інша частина мігрувала у землі мая на півострів Юкатан, де заснувала місто Чичен-Іца. У архітектурі далеких одне від одного міст і справді простежуються багато паралелей.
Між 1168 та 1179 роками Тула була остаточно зруйнована. проте, величезні фігури воїнів біля підніжжя піраміди були закопані за ритуалом й збереглися досі.
Місто було значно пограбоване за ацтекських часів, а багато з художніх робіт і скульптур було вивезено.

## Залишки стародавнього міста
Стародавнє місто знаходиться навколо злиття рік Росас і Тула. Два найбільші архітектурні комплекси міста зараз відомі як «Велика Тула» (Tula Grande, найчастіше відвідується туристами) і «Мала Тула» (Tula Chico). Залишки інших будівель розкинулися на деякій відстані на всіх напрямках. У житлових районах міста вулиці вили протягнути у вигляді ґрат.
Відмітні особливості тольтекскої архітектури в цьому місті включають терасні піраміди, будівлі з колонадами і рельєфні скульптури, зокрема характерні чакмоли, притулені фігури, які, можливо, були уособленнями богу дощу, Тлалока. Також тут залишилися два великі майданчики для гри в м'яч. Частина з архітектури подібна до архітектури Чичен-Іци.
Найвідомішою зі споруд, що збереглися, є Піраміда уранішньої зірки (також Храм Кетцалькоатля, Храм Тлауїскальпантекутлі або Храм B), на платформі якої стоїть група з п'ятиметрових кам'яних воїнів, що несли колись дах храму. Біля входу стоять крупні статуї змій. Вражаючим є і великий фриз, що зберігся, на яким зображені ягуари і орли, що пожирають людські серця. У колонних залах палацового комплексу видно оригінальні малюнки.
Перший археологічний опис руїн зробив Антоніо Ґарсія Кубас, співробітник Мексиканського товариства географії та історії, в 1873 році. Перші археологічні розкопки були проведені в 1880-х роках французьким антикваром Дезіре Шарне. Двадцятирічний археологічний проект під керівництвом Хорхе Акоста з Мексиканського національного інституту антропології та історії (INAH) почався в 1940 році. У 1970-х роках подальші розкопки і реставрацію деяких структур проводили INAH і Університет Міссурі в Колумбії. Частини міста зараз відкриті для турисів, у місті також діж невеликий музей.